# Indigofera tephrosioides
Indigofera tephrosioides är en ärtväxtart som beskrevs av Carl Sigismund Kunth. Indigofera tephrosioides ingår i släktet indigosläktet, och familjen ärtväxter. Inga underarter finns listade i Catalogue of Life.